# Johnstown Chiefs
Johnstown Chiefs byl profesionální americký klub ledního hokeje, který sídlil v pensylvánském městě Johnstown. V letech 1988–2010 působil v profesionální soutěži East Coast Hockey League. Před vstupem do ECHL působil v All-American Hockey League. Chiefs ve své poslední sezóně v ECHL skončily v základní části. Své domácí zápasy odehrával v hale Cambria County War Memorial Arena s kapacitou 4 000 diváků. Klubové barvy byly černá, zlatá a bílá.
Zanikl v roce 2010 přestěhováním do Greenvillu, kde byl založen tým Greenville Road Warriors.

## Přehled ligové účasti
Zdroj: 
- 1987–1988: All-American Hockey League
- 1988–1990: East Coast Hockey League
- 1990–1991: East Coast Hockey League (Východní divize)
- 1991–1992: East Coast Hockey League (Západní divize)
- 1992–1993: East Coast Hockey League (Východní divize)
- 1993–1997: East Coast Hockey League (Severní divize)
- 1997–2003: East Coast Hockey League (Severovýchodní divize)
- 2003–2009: East Coast Hockey League (Severní divize)
- 2009–2010: East Coast Hockey League (Východní divize)